# Палац Старжинських у Буйволівцях
Палац Старжинських — пам'ятка архітектури, яка знаходиться в селі Буйволівці Ярмолинецької селищної громади Хмельницького району Хмельницької області.

## Історія
Буйволівці в письмових джерелах фігурують досить пізно, ба лише з XVIII ст. — тоді вони належали летичівському підкоморію Вінценту Гавронському. Пізніше, невідомо яким шляхом, село потрапило в руки Едварда Старжинського (народився після 1820 р.), сина Терези Сцібор-Мархоцької. Напевне, між Гавронськими та Старжинським також були Раціборовські та Дверницькі.
Двір у Буйволівцях звели на початку ХІХ ст. Будівля стоїть
на пагорбі, тому, через перепад рельєфу, вона одноповерхова з боку під'їзду — і двоповерхова з боку каскаду ставків десь знизу. Обігрівали палац за допомогою пару, який йшов від п'єців. Кімнати з боку парку слугували помешканнями для прислуги, господарів та як гостьові кімнати. Біля портику знаходився великий, близький у плані до квадрату хол (бальна зала), а з боку саду там же — великий салон з паркетом у формі зірок, кришталевими люстрою та бра на стінах.
З часів Старжинських тут стояли меблі у стилі Людовіка XVI. До великого примикав малий салон — паркет у формі кіл. Праворуч містився кабінет господаря (паркет простий). В одному з сусідніх приміщень Едвард Старжинський тримав свою колекцію упряжі, у кутовій кімнаті натомість зберігалася колекція годинників. Чимало було в палаці й порцеляни — берлінської, саксонської, китайської. Ліворуч від зали знаходилася їдальня. В більшості кімнат були досить стильні меблі. Ландшафтний парк спускався від палацу до ставка.

## Сучасний стан
Зараз палац майже втратив свій первісний вигляд, від старовинності тут залишились натяки на колони. З радянських часів тут розташована школа, пізніше — дитячий садок.